# Долішній Раковець
Долішній Ра́ковець (болг. Долни Раковец) — село в Перницькій області Болгарії. Входить до складу общини Радомир.

## Населення
За даними перепису населення 2011 року у селі проживала 361 особа, з них 359 осіб (99,7%) — болгари.
Розподіл населення за віком у 2011 році:
Динаміка населення: